# Ickenham
Ickenham is een wijk in het Londense bestuurlijke gebied Hillingdon, in de regio Groot-Londen.

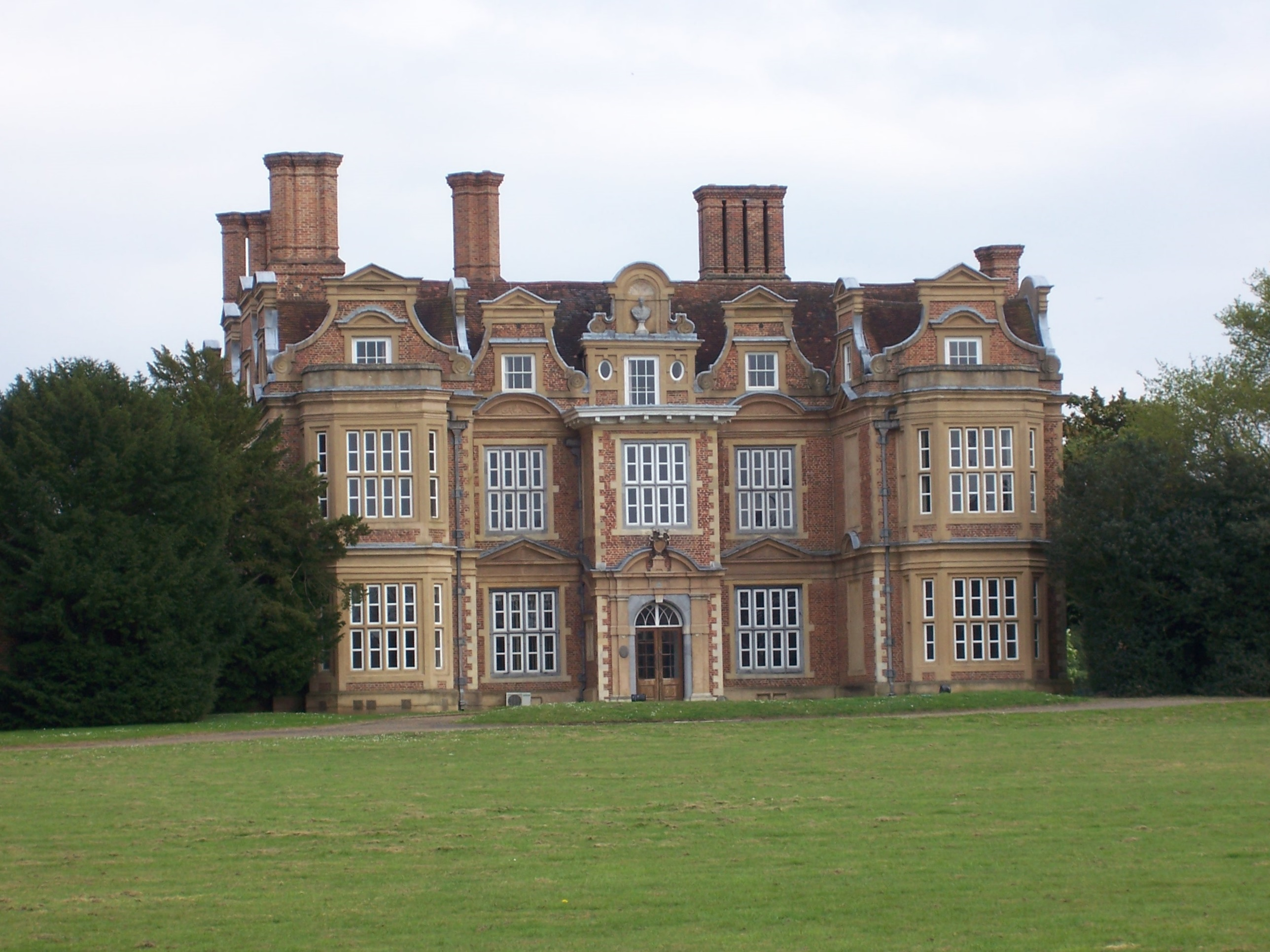
Swakeleys House
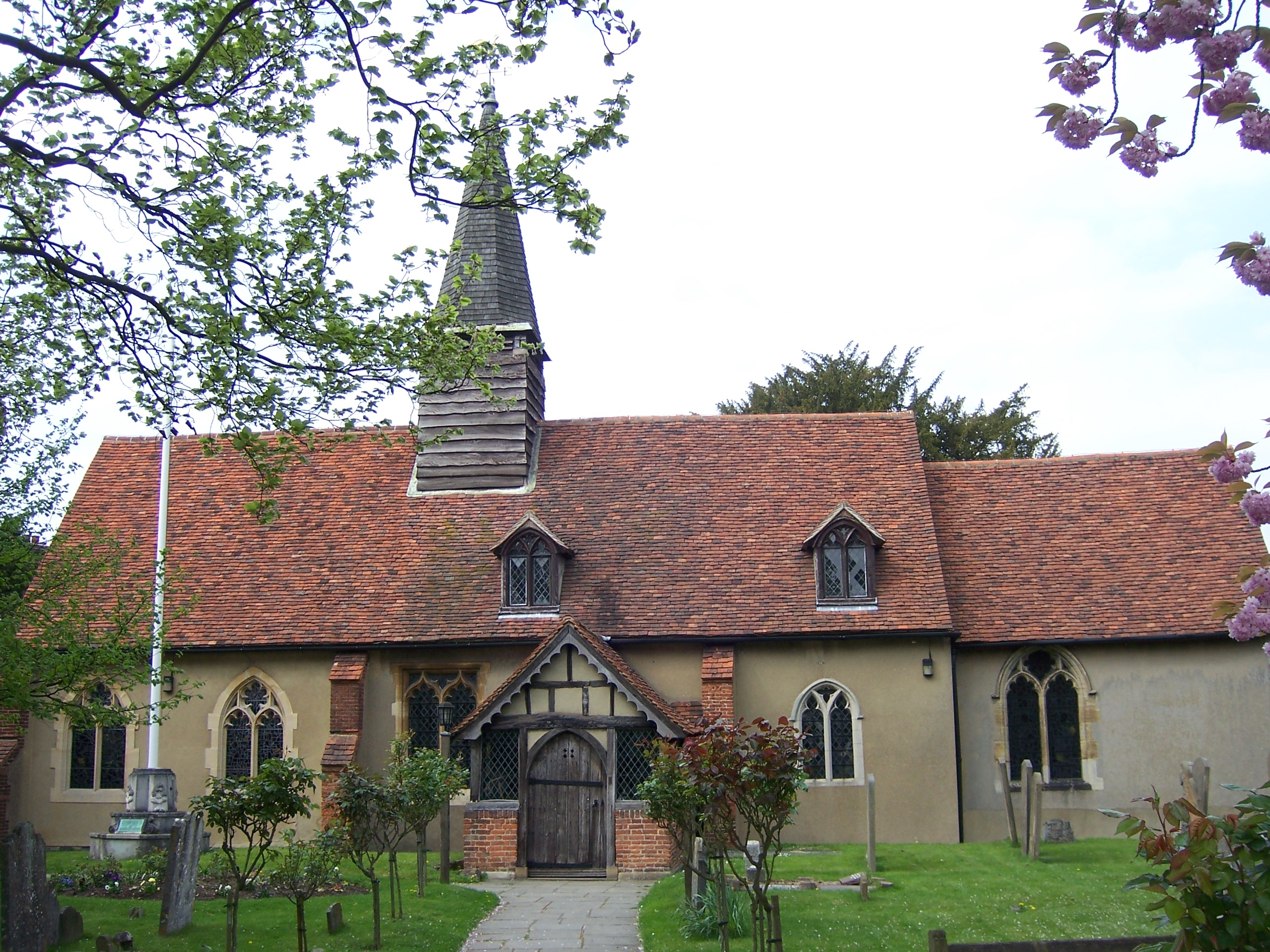
St Giles' Church
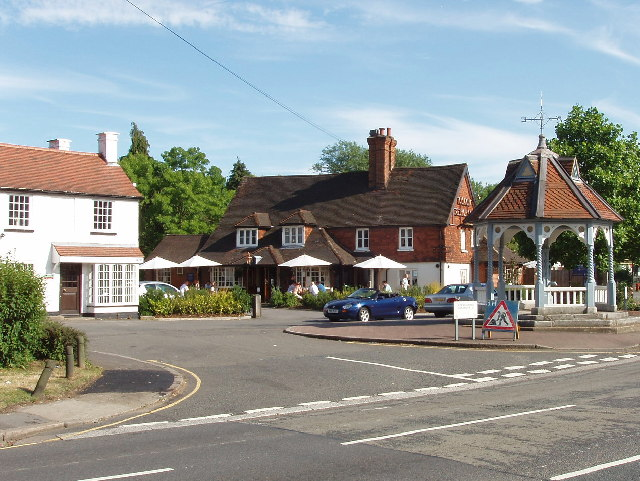
Waterpomp, pub en huizen in Ickenham
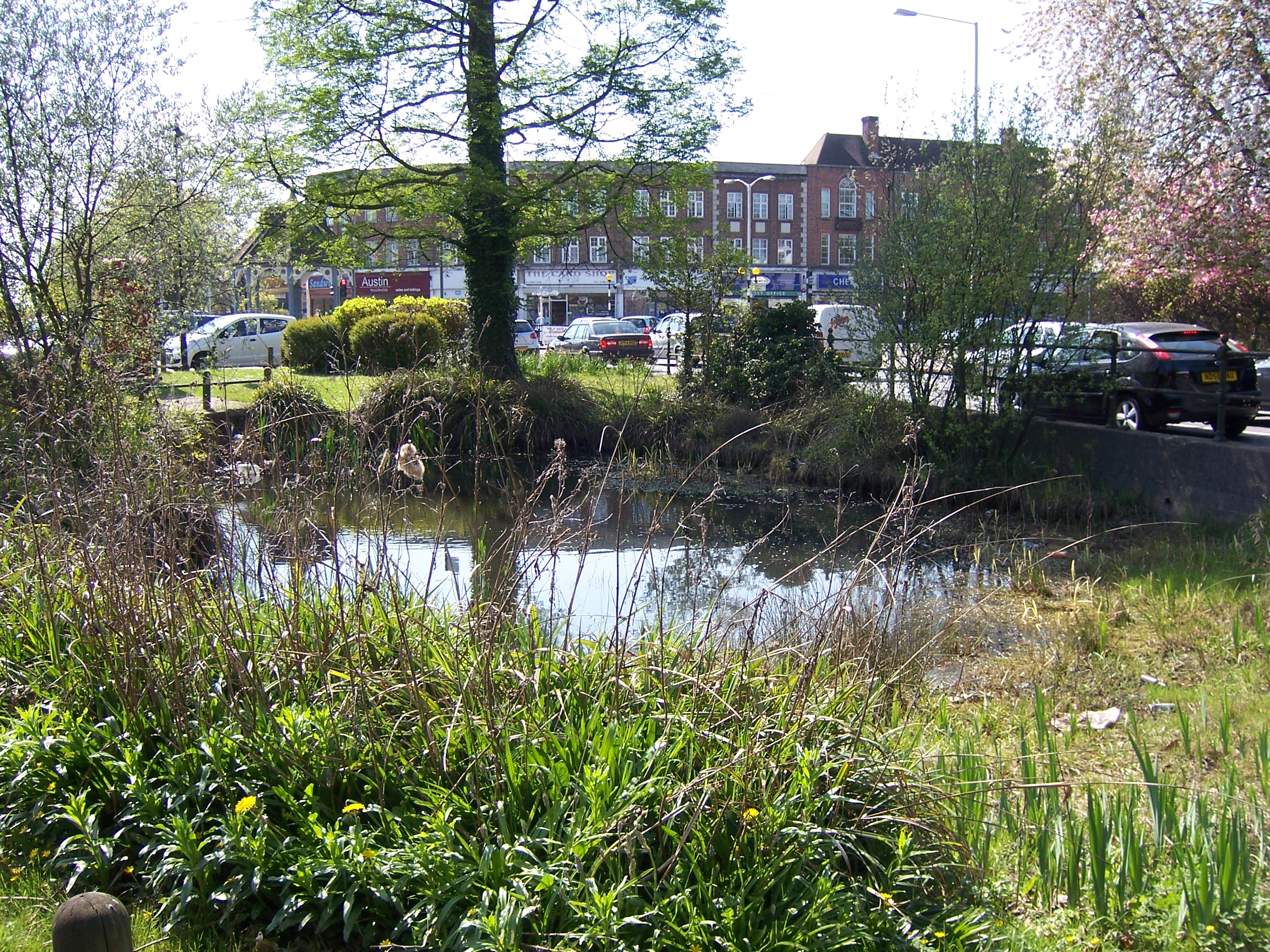
Vijver
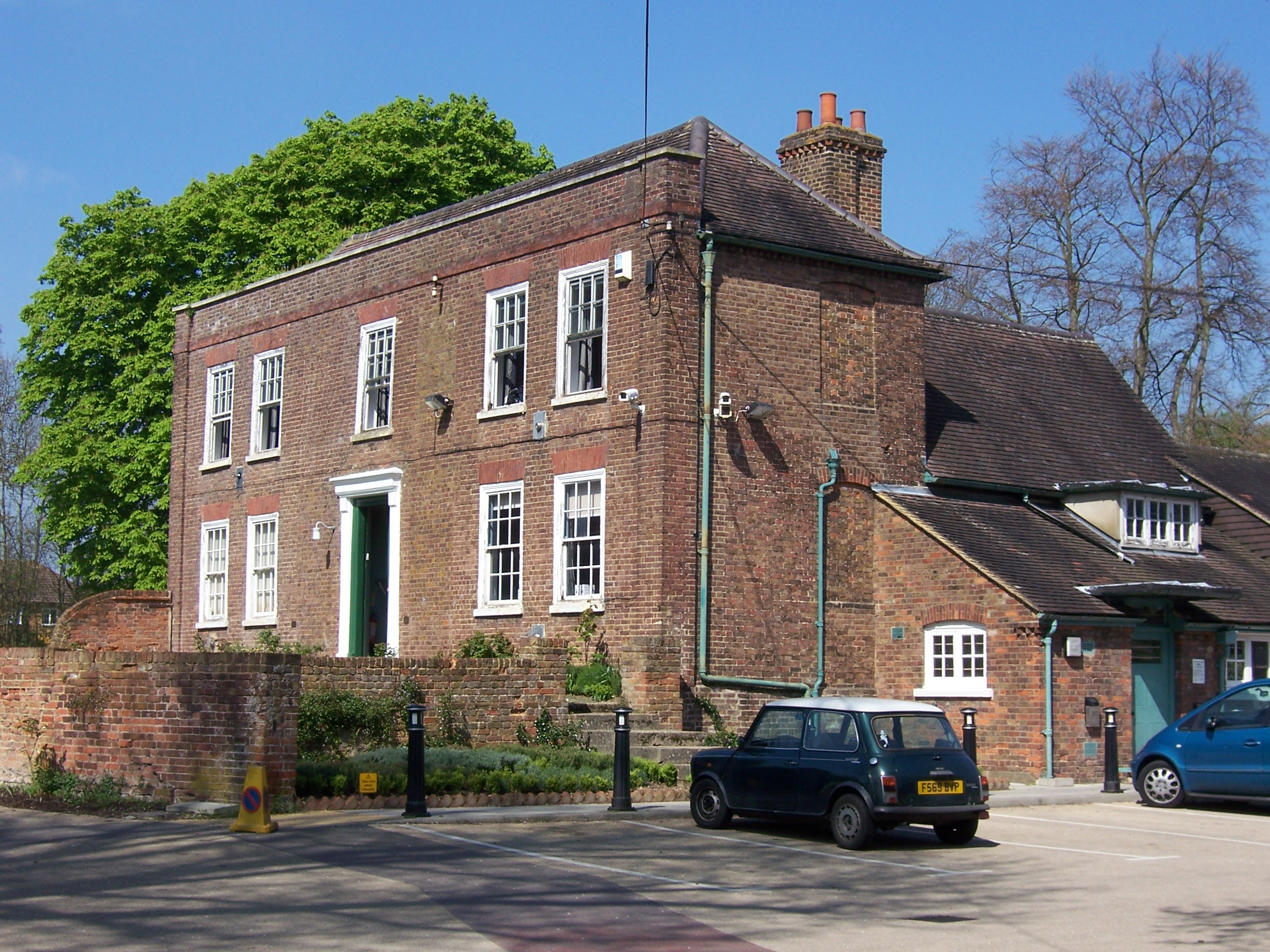
Gemeentehuis
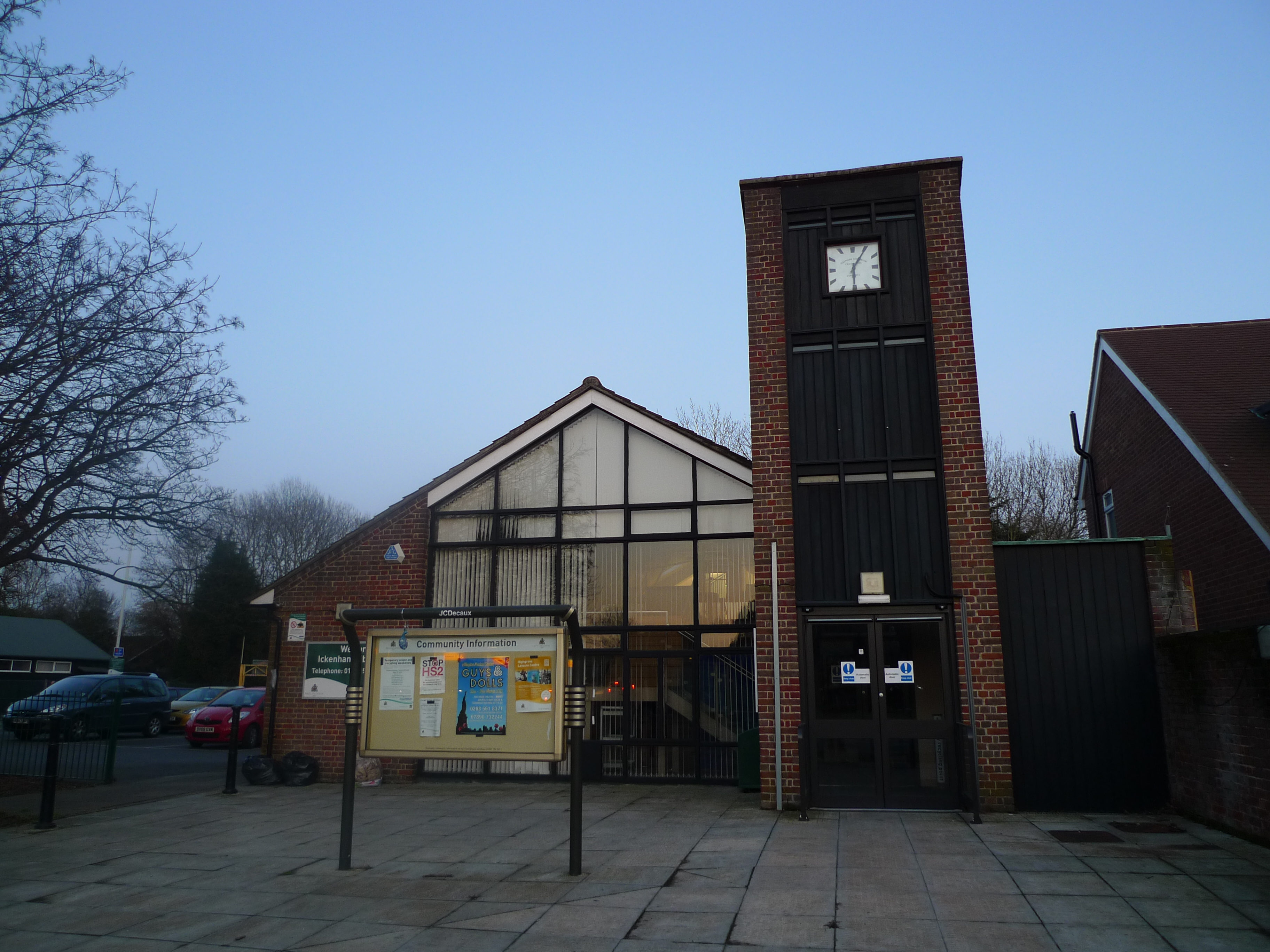
Bibliotheek